# 2step (пісня)
«2step» — пісня англійського співака та автора пісень Еда Ширана з його п'ятого студійного альбому = (2021), яка стала дев'ятим треком у його трек-листі альбому. Авторами пісні стали Ширан, Девід Годжес, Луїс Белл та Ендрю Вотман, а спродюсували її Белл та Вотман. Ремікс за участю американського репера Lil Baby вийшов 22 квітня 2022 року, що стало п'ятим синглом з альбому. Через три дні його відправили на радіостанції гарячої сучасної музики для дорослих у Сполучених Штатах. 2 травня 2022 року Ширан випустив версію пісні за участю українського поп-рок гурту Антитіла, що є першим із щонайменше дев'яти «глобальних реміксів» пісні, до яких заплановано залучити виконавців з Фінляндії, Італії, Швеції, Австралії, Франції, Великої Британії, Ірландії та Бразилії.

## Створення
Ширан розповів, що написав цю пісню з «найнижчої точки впевненості», сказавши Деву: "Кожну пісню, яку я робив, я надсилав і просто отримував теплу реакцію. Я пішов у студію і просто написав про те, що у мене дуже мало впевненості, і я думаю, що це, мабуть, одна з моїх улюблених пісень в альбомі.

## Просування та випуск
19 серпня 2021 року Ширан анонсував свій п'ятий студійний альбом =, в якому пісня стала дев'ятою у треклисті. 29 жовтня 2021 року «2step» вийшов разом з іншими треками, які увійшли до альбому =.

## Ліричне відео
Ліричне відео на пісню було завантажено в обліковий запис Ширана на YouTube 29 жовтня 2021 року разом з іншими ліричними відео пісень із треклиста альбому =.

## Музичне відео
Музичний кліп на пісню був знятий режисером Генрі Шолфілдом і знятий у Києві, Україна. У кліпі гостем виступає Lil Baby.

## Учасники написання і запису
- Ед Ширан — вокал, гітара, продюсування, написання
- Девід Годжес — продюсування, написання
- Луїс Белл — ударні, клавішні, продюсування, програмування
- Ендрю Ватт — гітара, клавішні, продюсування, програмування
- Стюарт Хоукс — мастеринг
- Стент марки «Spike» — зведення
- Пол ЛаМальфа — інженіринг

## Чарти
| Чарт (2021—2022)                          | Найвища позиція |
| ----------------------------------------- | --------------- |
| Канада (Canadian Hot 100)                 | 30              |
| Канада (CHR/Top 40) (Billboard)           | 41              |
| Данія (Tracklisten)                       | 11              |
| Франція (SNEP)                            | 183             |
| Німеччина (Media Control AG)              | 79              |
| Billboard Global 200                      | 33              |
| Ірландія (IRMA)                           | 9               |
| Нідерланди (Single Tip)                   | 8               |
| Нова Зеландія Hot Singles (RMNZ)          | 4               |
| Норвегія (VG-lista)                       | 22              |
| Швеція (Sverigetopplistan)                | 15              |
| Швейцарія (Media Control AG)              | 45              |
| Велика Британія (Official Charts Company) | 13              |
| США (Billboard Hot 100)                   | 51              |
| США (Adult Top 40) (Billboard)            | 21              |
| США (Mainstream Top 40) (Billboard)       | 29              |

## Історія випуску
| Регіон | Дата           | Формат(и)                     | Версії          | Лебл            | Прим.  |
| ------ | -------------- | ----------------------------- | --------------- | --------------- | ------ |
| Різні  | 22 квітня 2022 | Цифрове завантаження стрімінг | Сингл           | Asylum Atlantic | [ 24 ] |
| США    | 25 квітня 2022 | Hot adult contemporary        | Альбомна версія | Atlantic        | [ 2 ]  |
| США    | 26 квітня 2022 | Contemporary hit radio        | Сингл           | Atlantic        | [ 25 ] |